# Leucothyreus iridescens
Leucothyreus iridescens är en skalbaggsart som beskrevs av Ohaus 1917. Leucothyreus iridescens ingår i släktet Leucothyreus och familjen Rutelidae. Inga underarter finns listade i Catalogue of Life.